# بانتیتسه
بانتیتسه (به چکی: Bantice) یک منطقهٔ مسکونی در جمهوری چک است که در ناحیه زنویمو واقع شده‌است. بانتیتسه ۳٫۷۶ کیلومتر مربع مساحت و ۲۸۵ نفر جمعیت دارد و ۲۱۳ متر بالاتر از سطح دریا واقع شده‌است.